# Instituto Nacional de Técnica Aeroespacial
El Instituto Nacional de Técnica Aeroespacial «Esteban Terradas» (más conocido como INTA) es un organismo público español, con la consideración de organismo público de investigación, adscrito al Ministerio de Defensa a través de la Secretaría de Estado de Defensa. 
El INTA está especializado en la investigación y el desarrollo tecnológico, de carácter dual, en los ámbitos de la aeronáutica, espacio, hidrodinámica, seguridad y defensa. Fue fundado el 7 de mayo de 1942 por Esteban Terradas, Doctor en Ciencias Exactas y en Ciencias Físicas, Ingeniero de Caminos, Canales y Puertos e Ingeniero Industrial. Su sede central se encuentra en Torrejón de Ardoz, Madrid. De su partida presupuestaria, casi un 60% se destina a equipamiento científico y tecnológico.
En 1986 el gobierno realizó un intento de que INTA absorbiese las funciones propias de una agencia espacial pero ese intento se revirtió en 1996. Desde entonces el INTA no cumple con las características de una agencia espacial: no fija política espacial, ni gestiona una parte significativa del presupuesto español de espacio, competencias ostentadas actualmente por la Agencia Espacial Española; pero sí representa a España en algunos foros internacionales.

## Organización
El INTA es responsable de ejercer actividades de investigación científica y técnica, así como de prestación de servicios tecnológicos, en los ámbitos aeroespacial, de la aeronáutica, de la hidrodinámica, y de las tecnologías de la defensa y seguridad. Para ello el INTA cuenta con las siguientes unidades:
- Subdirección General de Sistemas Espaciales
  - Centro Espacial de Canarias
  - Centro de Seguridad Espacial
  - Centro de Evaluación y Análisis Radioeléctrico - CEAR
  - Departamento de Óptica Espacial
  - Departamento de Programas Espaciales
  - Departamento de Observación de la Tierra y Ciencias del Espacio
  - Departamento de Cargas Útiles Espaciales
  - Departamento de Ensayos de Equipos y Sistemas
- Subdirección General de Sistemas Aeronáuticos
  - Departamento de Aeronaves
  - Departamento de Certificación de Aeronaves
  - Departamento de Materiales y Estructuras
  - Departamento de Armamento Aéreo
  - Departamento de Propulsión
- Subdirección General de Sistemas Terrestres (SDGSISTTER)
- Subdirección General de Sistemas Navales

## Programas

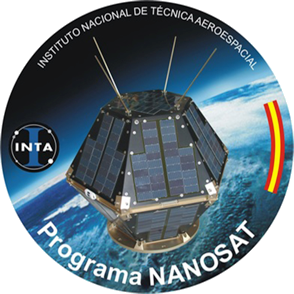
Insignia del Programa Nanosat

Realiza programas de investigación, tanto en solitario como en combinación con otros organismos estatales, tanto nacionales como internacionales (CSIC, universidades, NASA) y empresas privadas. 

### Programas de satélites
El diseño y construcción de satélites con propósitos científicos ha sido una de las principales líneas de trabajo del INTA desde 1968. De esta forma a lo largo del tiempo se han ido sucediendo diversos programas:
- Programa Intasat (1968-1976), tenía como objetivo capacitar a las empresas y al propio INTA en las tecnologías espaciales[11]
- Programa de Pequeños Satélites (Minisat) (1990-2002)[12] tenía como objetivo de que el sector aeroespacial español adquiriera la capacidad de diseñar, desarrollar y fabricar satélites artificiales. Inicialmente estaban previstas al menos 4 misiones, de las cuales solamente se llegó a completar la misión Minisat 01.
- Programa Nanosat (1995-?), tenía como objetivo disponer para los futuros micro y nanosatélites de un transmisor-receptor de altas prestaciones y bajo coste.[13]
- Programa Microsat Este programa comenzó en octubre de 2005[14] Tenía como objetivo crear un satélites de más de 100 kg de peso, que puede llevar una carga útil de 50 kg en órbita baja.[15]

Misiones:
- INTAμSat-1, tenía previsto su lanzamiento a mediados de 2011 Estaba dirigido por Manuel Angulo Jerez

- Programa de Picosatélites (1995-?). Tiene como objetivo crear picosatélites de menos de 3 kg de peso para posibilitar a las universidades y los grupos científicos españoles volar cargas útiles a precios para ellos asumibles y con continuidad en el tiempo, con misiones frecuentes (cada tres o cuatro años).[15] Como parte de este programa se planificaron los satélites OPTOS, Xatcobeo y BRITE (OPTOS 2G)[17][18][19][20]
- Programa de Constelaciones de Pequeños Satélites (2018?-Actualidad). Constelaciones de satélites formadas por nanosatélites que utilizan el estándar cubesat de hasta 3 kg de masa (3U) volando en formación.[21] Incluye tres constelaciones diferentes: ANSER, ANSAT y ANSAR. La constelación ANSER fue lanzada al espacio a bordo de un cohete Vega el 8 de octubre de 2023.[22]Lamentablemente uno de los tres satélites ANSER se perdió al no desplegarse correctamente del lanzador, aunque la misión pudo seguir adelante al reconfigurarse los otros dos satélites.[23]

### Programas de acceso al espacio
- Luminiscencia nocturna (1979-1982)
- Programa Estudio de Emisiones y Absorciones Atmosféricas (EEAA) (1982-1991), como parte de este programa se desarrolló el cohete INTA-300B
- Programa Capricornio (1990-2000) tenía como objetivo desarrollar un vehículo lanzador español poniendo a disposición de la comunidad científica y de comunicaciones la posibilidad de realizar lanzamientos rápidos y a un precio razonable.[24] Como parte de este programa se desarrollaron los cohetes INTA-100, INTA-300B, Argo y Capricornio, y se previó la construcción del Centro de Lanzamiento Espacial de La Isla de El Hierro.
- Programa PILUM (2018?-Actualidad) es un proyecto para el desarrollo de un microlanzador de nanosatélites disparado desde un avión de combate del tipo EF-18 o Eurofighter 2000, que debe ser capaz de alojar nanosatélites de hasta 10 o 20 kg. y colocarlos en órbitas bajas.

### Otros programas y proyectos
- Proyecto Artemisa, para crear un sistema contra drones intrusos, inmunes a las contramedidas de tipo electrónico,[25] como jamming o spoofing, a través de su interceptación y derribo utilizando un autotracking láser. Una vez concluido su desarrollo se ha transferido a la empresa Equipaer.[26][27]
- Proyecto César (1997-?), minisatélite de observación de la Tierra que debía construirse al 50% entre España y Argentina, con un presupuesto de 10 000 millones de pesetas[28]
- Programa Español de Aviones no Tripulados (1990-?)[29][30] Incluía inicialmente los siguientes proyectos:

- SIVA: Sistema Integrado de Vigilancia Aérea
- ALO: Avión Ligero de Observación
- ALBA: Avión Ligero de Blanco Aéreo

- Programa INTASAR (1993-), también conocido como programa SAR, comenzó en 1993 para adquirir la experiencia en todos los campos de la tecnología SAR (radar de apertura sintética), desde el desarrollo de sistemas radar al desarrollo de procesado de señal y aplicaciones de imagen[31] Inicialmente tenía dos fases previstas: primero se desarrollaría un SAR para avión, más sencillo, y luego, uno para una plataforma Minisat.[28]
- Programa PNOTS (2007-Actualidad) (Programa Nacional Observación de la Tierra por Satélite) del que forman parte los satélites Paz e Ingenio[32]

- Programa CREPAD (?-Actualidad) (Centro de Recepción, Proceso y Archivo de Datos de Observación de la Tierra) tiene como objetivo la recepción y procesado de imágenes de satélites para dar servicio a usuarios de todo tipo que empleen datos y productos de observación de la Tierra.[12] Procesa la información obtenida por satélites de observación de la Tierra a su paso sobre el área de cobertura del Centro Espacial de Maspalomas: NOAA, SeaStar/OrbView-2, IRS-P3, Meris, Aqua, Terra,[33] ERS, ALOS, SPOT, Landsat,[34] y Paz.[35]
- Observatorio Virtual Español (2004-Actualidad), gestionado por el Centro de Astrobiología

- Antena antiinterferencias SIRMA, desarrollada con EADS.

### Programas educativos
- Programa CESAR (acrónimo en inglés de Cooperación a través de la Educación en Ciencia y Astronomía Espacial) permite el uso de 5 telescopios por parte de estudiantes universitarios, de secundaria y aficionados.[36] CESAR cuenta con cinco telescopios en tres observatorios: un radiotelescopio de 15 m (VIL1) y dos telescopios solares en el ESAC, un telescopio óptico de 30 cm en la estación de la NASA en Robledo de Chavela (Madrid), y un telescopio óptico de 50 cm en la estación de espacio profundo de la ESA en Cebreros (Ávila).[37][38][39] (Web oficial  y Twitter oficial)

### Programas de otras agencias en los que participa
- Programa Galileo (CPA ES+GSC+GSMC)[32]
- Misión Mars 2020 de NASA con el instrumento Mars Environmental Dynamics Analyzer (MEDA)[32]
- Misión Plato (PLAnetary Transits and Oscillation of stars) dentro del programa Cosmic Vision de la ESA con el instrumento Raman Laser Spectrometer (RLS)[32]
- Misión Solar Orbiter de la ESA con los instrumentos PHI (Polarimetric and Helioseismic Imager) y el cronógrafo Metis en colaboración con otras agencias[40]
- Programas EF2000 y EJ200[41]
- Programa Airbus-400M[42]
- Programa Apolo de la NASA
- Programa Mercury de la NASA
- Programa Nacional de Espacio fue en el pasado gestionado por el INTA pero actualmente lo gestiona el CDTI. Anteriormente recibió el nombre de Programa Nacional de Investigación Espacial
- Misión AIM (Asteroid Impact Mission) es una misión candidata[43] de la ESA. CUBATA (CUBeSat At Target Asteroid) propuesto como una de las cargas COPINS[44][45]
- Programa Helios-CTEIE
- Programa RAPAZ de la Dirección General de Armamento y Material
- Misiles IRIS-T y Meteor.

## Vehículos e instrumentos
Como parte de sus programas el INTA ha construido multitud de vehículos e instrumentos. Desde la base de lanzamiento de cohetes sonda, en su sede de El Arenosillo, ha trabajado con distintos tipos de cohetes suborbitales, como el INTA-300 y el INTA-255. Entre 1991 y 1999 trabajó en el desarrollo del cohete lanzador de satélites Capricornio, que fue finalmente abandonado.

### Satélites

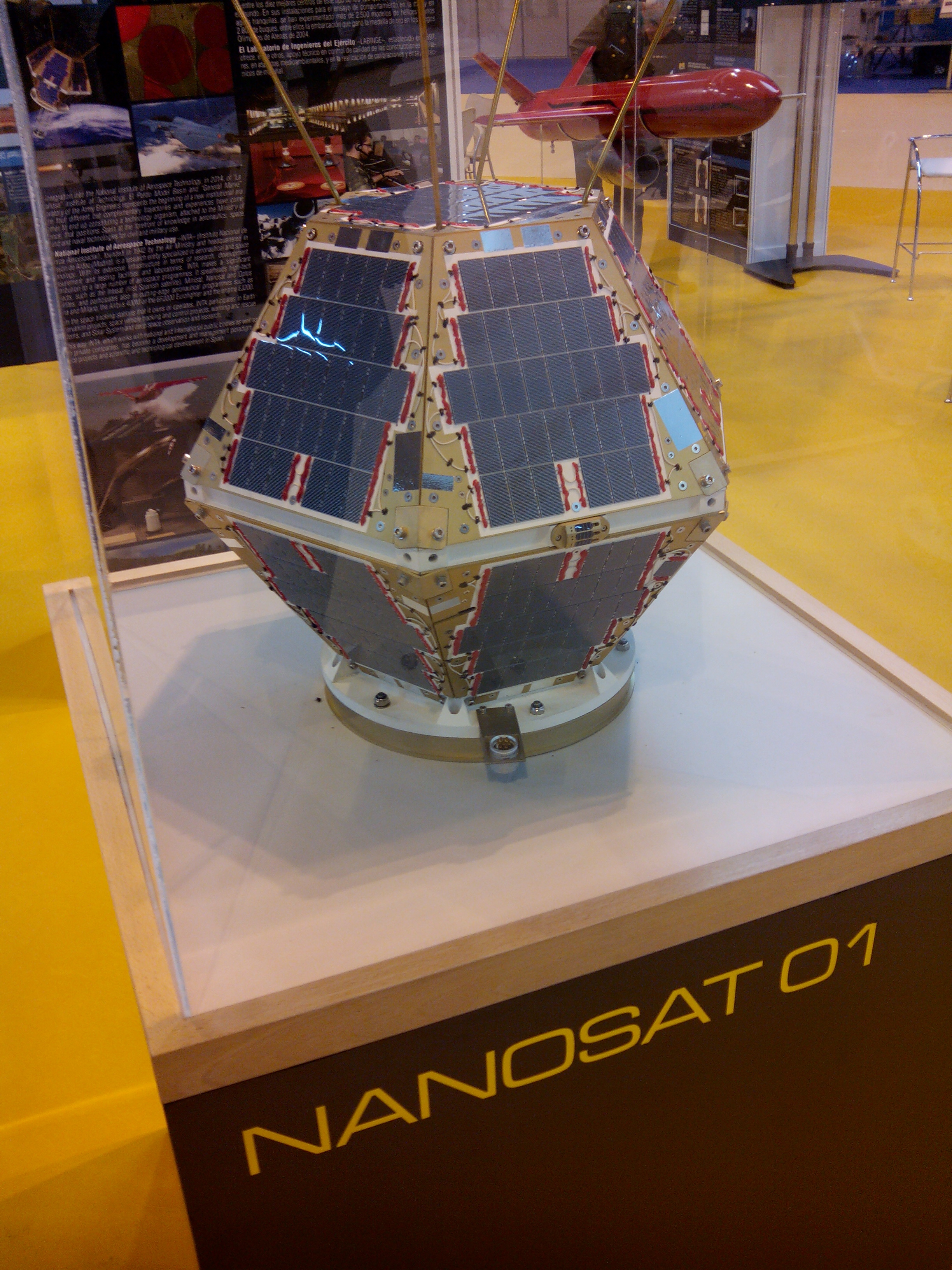
Reproducción del Nanosat 01.

- Intasat-1, con propósito de demostrador tecnológico y científico, lanzado el 15 de noviembre de 1974.[48]
- UPM/LB-Sat 1, lanzado el 17 de julio de 1995. En colaboración con la Universidad Politécnica de Madrid.
- Minisat 01, con propósito científico, lanzado el 21 de abril de 1997.
- Minisat 02, proyecto cancelado.
- Nanosat 01, de comunicaciones, lanzado el 17 de diciembre de 2004.
- Nanosat 1B, con propósito científico y de comunicaciones, lanzado el 29 de julio de 2009.
- Nanosat 2, siguiente generación del Nanosat era un satélite de 15-40 kg con un módulo de servicio mejorado y módulo de carga separado que tenía previsto su lanzamiento en 2011[49]
- Microsat-1 o INTAμSat-1, proyecto cancelado.
- Xatcobeo, lanzado el 13 de enero de 2012. En colaboración con la Agrupación Estratégica Aeroespacial (actualmente Alén Space).
- OPTOS, lanzado el 21 de noviembre de 2013. Se basa en un estándar CubeSat.[50]
- OPTOS 2G, proyecto cancelado
- Paz SeoSar*, lanzado el 22 de febrero de 2018, desarrollado para el Ministerio de Defensa.
- Ingenio SeoSat* operado conjuntamente con Hisdesat. Fue destruido durante su lanzamiento en noviembre de 2020.

Estos satélites son totalmente españoles en fabricación y diseño, y comprenden una plataforma de usos múltiples de bajo costo, con subsistemas de diseño modular e interfaces estándar con el módulo de carga útil. Los marcados con asterisco (*) son operados por el INTA pero no fueron construidos por él.

### Cohetes científicos

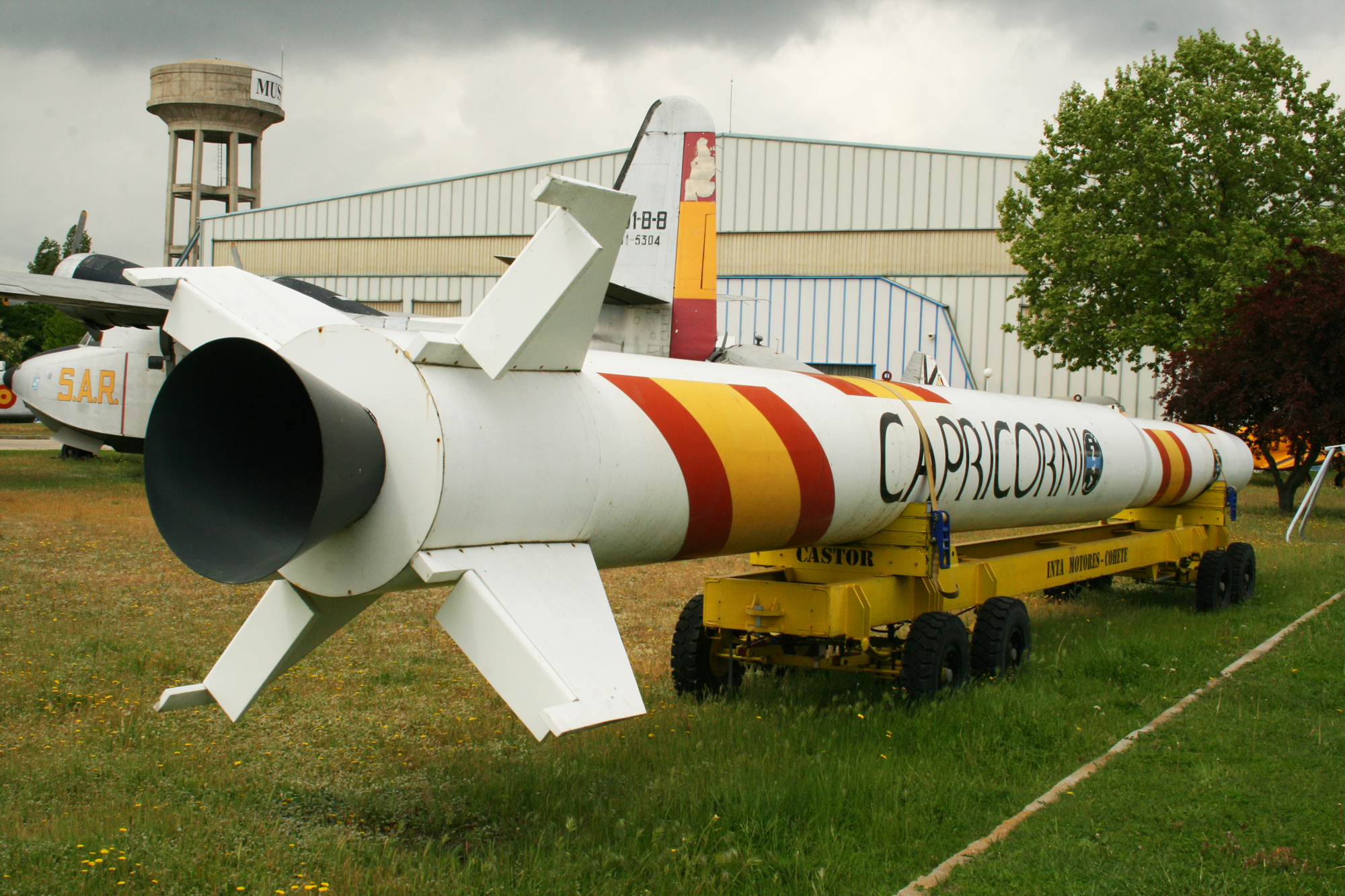
Maqueta de un Capricornio en el Museo del Aire Cuatro Vientos

- INTA-255, primer cohete sonda español para el estudio de la ionosfera, lanzado el 20 de diciembre de 1969.

- INTA-300, lanzado el 18 de febrero de 1981.

- INTA-300G, cohete que alcanzó la fase de diseño entre 1977 y 1980

- INTA-430 - Cohete-sonda de combustible sólido derivado del INTA-300

- INTA-100, lanzado el 7 de abril de 1992.[51] Formaba parte del programa Capricornio.[52]

- INTA-300B, cohetes modificados basados en el INTA-300, el primero despegó el 21 de octubre de 1993. Formaba parte del programa Capricornio.[53][54]

- INTA-600, cohete propuesto, capaz de alcanzar los 500 kilómetros de altitud con carga útil, para probar la etapa Rigel del Capricornio a escala.[55][53] Formaba parte del programa Capricornio.

- Argo, cohete propuesto, demostrador del programa Capricornio

- Capricornio, vehículo lanzador íntegramente español. Fue cancelado en el año 2000.

### Cohetes militares
- Cohete Duero - Cohete experimental de propulsión sólida desarrollado a finales de los años 70 con alcance de 42 km

- Cohete Tajo - Cohete experimental de propulsión sólida desarrollado a finales de los años 70.

- Cohete Segovia - Cohete experimental de propulsión sólida  desarrollado a finales de los años 70.

- Cohete Teruel - Cohete de propulsión sólida desarrollado en la década de 1970 con alcance de 25 km. Se integró en el lanzacohetes múltiple del mismo nombre en los años 80

### Aeronaves
- SIVA, UAV en servicio desde 2006.[30]
- ALBA, es un sistema completo de blanco aéreo teleguiado adecuado para mejora la operatividad de las unidades de artillería antiaérea mediante su entrenamiento en condiciones de fuego real.[30]
- Diana, UAV-blanco aéreo de alta velocidad en servicio.[30]
- HADA, proyecto suspendido.
- ALO, UAV operativo pendiente de búsqueda de socios para su comercialización.[30]
- AVIZOR, versión mejorada del SIVA E[56] Comenzó su desarrollo en 1998 con el nombre de SIVA 1B. La principal mejora es la sustitución del sistema de propulsión convencional por un motor eléctrico propulsado con pilas de combustible de tipo PEM (Proton Exhange Membrane).[57][58] Es el primer UAV del INTA con pilas de combustible.[59]
- Milano, Vehículo aéreo no tripulado de gran autonomía y altitud media (MALE UAV) con un peso al despegue de 900 kg y una carga útil de 150 kg. Está propulsado por un motor de explosión que le ofrece una autonomía de unas 20 horas y le permite volar por encima de los 20 000 pies. Este proyecto se encuentra en fase de I+D.[26]

### Instrumentos
- Rover Environmental Monitoring Station (REMS) para misión Curiosity de la NASA (lanzada en 2011 con destino Marte)
- Temperature and Winds for InSight (TWINS) para la misión InSight de la NASA (lanzada en 2018 con destino Marte)

- Calibrador MIRI-MTS para el Mid-Infrared Instrument integrado en el telescopio espacial James Webb[60]
- Mars Environmental Dynamics Analyzer (MEDA) para la misión Mars 2020 de NASA[61] (lanzada en 2020 con destino Marte)
- Espectrómetro Láser Raman (RLS) para detectar minerales y pigmentos potencialmente biológicos en la segunda misión ExoMars de la ESA (lanzamiento previsto para 2022) y en la misión PLATO de la ESA (lanzamiento previsto para 2026).[62][63]
- Signs of LIfe Detector (SOLID) detector de signos de vida que viajará en una misión futura (la propuesta actual es la misión Icebreaker Life de la NASA).

### Misiles
- INTA S-9 - Cohete de 37 mm para equipar a los aviones de Hispano Aviación[64]
- INTA S-12 - Cohete de 100mm
- INTA S-11 - Cohete de 70mm
- INTA-156 Banderilla (1967 - 1970): Misil aire aire de guía infrarroja desarrollado en colaboración con la francesa Matra. Antecedente del Matra R.550 Magic

## Instalaciones

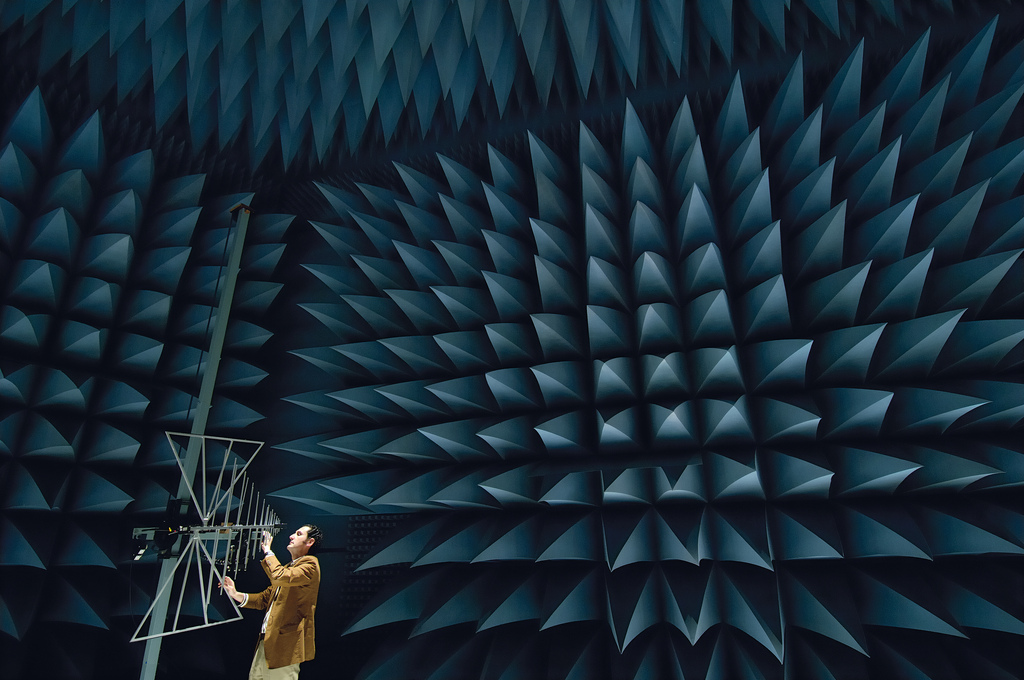
Cámara anecoica en la Sede Central del INTA en Torrejón de Ardoz

Además de la sede central de Torrejón de Ardoz, el INTA cuenta con dos centros de operaciones: el Complejo de Comunicaciones con el Espacio Profundo en Robledo de Chavela, Madrid, y el Centro de Experimentación de El Arenosillo en la provincia de Huelva.

#### Campus tecnológicos
- Sede Central del INTA en Torrejón de Ardoz, donde se encuentran las Subdirecciones Generales de Sistemas Aeronáuticos y Espaciales. Está ubicada anexa a la Base Aérea de Torrejón de Ardoz, en la localidad del mismo nombre.
  - Centro de Ensayos del Programa Ariane (CEPA)[66] En éste se realizan las pruebas de la parte del cohete Ariane de la cual se encarga España.[67]
  - Laboratorio de Instrumentación Espacial (LINES), alberga salas limpias clases 10 000 y 100[68][69][70] creado en 1994[71] como parte del programa Minisat[72]
  - Torre de Microgravedad,[71] torre de caída de 23,5 metros,[73] ensayos de choque, aceleración constante, etc. construida en 1991
  - Laboratorio de Optoelectrónica, con equipos para realizar pruebas en esta área[71]
  - Laboratorio de Ensayos Ambientales Mecánicos, construido en 1993 con mesas de vibración y sistema de cibración electrodinámico dual[74] para ensayos de vibración. Cuenta también con equipamiento para análisis del espectro de respuesta de choque (en inglés, Shock Response Spectrum Analysis, SRS)[75][76]
  - SPASOLAB, desde 1989 es el laboratorio oficial de la Agencia Europea del Espacio (ESA) para el ensayo y certificación de las células espaciales utilizadas en los paneles fotovoltaicos de los satélites construidos en Europa[77]
  - Laboratorio de masa y presión, construido en 1990[78]
  - Metrología y calibración, construido en 1995[78]
  - CALVAL – Centro de Calibración y Validación - asociado al satélite PAZ
  - Cámara anecoica[79]
  - Centro de Astrobiología, compartido con el CSIC

- Campus La Marañosa, sede de la Subdirección General de Sistemas Terrestres
- Campus El Pardo en El Pardo, sede de la Subdirección General de Sistemas Navales. Está ubicado en las proximidades del Embalse de El Pardo, que también puede utilizar para sus ensayos[80]
  - Canal de Aguas Tranquilas, con una longitud de 320 m, una anchura de 12,5 m y una profundidad de 6,5 m dispone de un carro remolcador capaz de alcanzar hasta una velocidad de 10 m/s con una aceleración de 1 m/s2.[80]
  - Túnel de Cavitación, túnel de agua circulante con capacidad de hacer el vacío dentro del mismo
  - Laboratorio de Dinámica del Buque, inaugurado en 1992

#### Centros de ensayo
- Centro de Vuelos Experimentales Atlas en Villacarrillo, Jaén
- Centro para Ensayos, Entrenamiento y Montaje de Aeronaves no Tripuladas (CEUS) en Moguer (Huelva)
- Centro de Ensayos de Experimentación en Vuelo para la certificación de aeronaves de Chauchina, en Granada
- Centro de Ensayos Torregorda (CET) en Cádiz
- Centro de Evaluación y Análisis Radioeléctrico (CEAR) de Guadalajara
- Centro Labores de desarrollo del A400M en Sevilla
- Centro de Investigación Aeroportada de Rozas (CIAR) en Castro de Rey, Lugo
- Banco de ensayos de turborreactores del INTA en Torrejón de Ardoz
- Canal de Experiencias Hidrodinámicas de El Pardo en El Pardo
- Laboratorio de Ensayos de Cuadros en Cuadros, León
- Laboratorio de Ingenieros del Ejército "General Marvá" (LABINGE) en Madrid

#### Estaciones de seguimiento y lanzamiento
- Centro de Experimentación de "El Arenosillo" (CEDEA) en Moguer (Huelva)
- Centro de Lanzamiento Espacial de La Isla de El Hierro (proyecto propuesto) en El Hierro
- Estación de Seguimiento de Satélites de Espacio Profundo de Cebreros conjuntamente con la ESA, en Cebreros, Ávila
- Complejo de Comunicaciones con el Espacio Profundo de Madrid conjuntamente con la NASA en Robledo de Chavela, Madrid
- Centro Espacial de Canarias en Maspalomas, Gran Canaria
- Estación de Seguimiento de Satélites de Villafranca del Castillo conjuntamente con la ESA en Villafranca del Castillo, Madrid
- Centro de Respaldo de Monitorización de la Seguridad de Galileo en el campus de La Marañosa[81][82]

#### Otros centros
- Centro Espacial de Canarias

#### Antiguos centros
- Estación de Fresnedillas
- Laboratorio de Astrofísica Espacial y Física Fundamental (LAEFF), nació en 1991 como una colaboración entre el INTA, CSIC y la ESA.[83] Actualmente está integrado en el Departamento de Astrofísica del Centro de Astrobiología.[84]

## Presupuesto
El INTA contó con una partida de 190 millones de euros para el ejercicio 2019. Tras una subida del 36% (50 millones) en 2018, la partida del año 2019 experimentó un incremento de un millón de euros.
| Año   | Presupuesto      | Presupuesto | Empleados |
| Año   | PGE (Millones €) | % de PGE    | Empleados |
| ----- | ---------------- | ----------- | --------- |
| 2022  | 195,6            |             | 1 543     |
| 2021  | 154,1            | ?           |           |
| 2020  | 189,1            | ?           | 1 493     |
| 2019  | 190              | 0,0402 %    | 1 976     |
| 2018  | 189              | 0,0419 %    |           |
| 2017  | 137              | 0,0309 %    | 1 500     |
| 2016  | 137,41           | 0,0315 %    |           |
| 2015  | 138,2            | 0,0314 %    |           |
| 2014* | 100,27           | 0,0237 %    |           |
| 2013  | 79,04            | 0,0194 %    |           |
| 2012  | 91,42            | 0,0252 %    |           |
| 2011  | 103,1            | 0,0284 %    |           |
| 2010  | 120,35           | 0,0311 %    |           |
| 2009  | 129,4            | 0,0337 %    |           |
| 2008  | 133,55           | 0,0382 %    | 1 200     |
| 2007  | 124,61           | 0,0383 %    |           |
| 2006  | 111,26           | 0,0369 %    |           |
| 2005  | 105,9            | 0,0379 %    |           |
| 2004  | 101,94           | 0,0385 %    |           |

- En el año 2015 el INTA vio su presupuesto incrementado por la absorción de tres organismos de investigación que hasta el momento funcionaban de forma autónoma: el Canal de Experiencias Hidrodinámicas de El Pardo (CEHIPAR), el Instituto Tecnológico La Marañosa (ITM) y el Laboratorio de Ingenieros del Ejército.[93]

## Directores del INTA
| Inicio     | Final      | Director                    | Carrera |
| ---------- | ---------- | --------------------------- | ------- |
| 11/05/2022 | Actualidad | Julio Ayuso Miguel          | Militar |
| 02/02/2018 | 11/05/2022 | José María Salom Piqueres   | Militar |
| 29/11/2013 | 01/02/2018 | Ignacio Azqueta Ortiz       | Militar |
| 08/11/2012 | 29/11/2013 | José Manuel García Sieiro   | Militar |
| 08/05/2009 | 08/11/2012 | Jaime Denis Zambrana        | Civil   |
| 09/07/2004 | 08/05/2009 | Fernando González García    | Civil   |
| 16/06/2000 | 09/07/2004 | Fernando Cascales Moreno    | Civil   |
| 21/03/1997 | 16/06/2000 | Emilio Varela Arroyo        | Civil   |
| 21/10/1995 | 21/03/1997 | Álvaro Giménez Cañete       | Civil   |
| 26/07/1989 | 14/10/1995 | Enrique Trillas Ruiz        | Civil   |
| 20/01/1987 | 21/07/1989 | José Antonio Andrés Jiménez | Militar |
| 1984       | 04/1988    | Manuel Bautista Aranda      | Militar |
|            |            | Juan Vigón Suero-Díaz       | Militar |
| 1962       | 1962       | Rafael Calvo Rodés          | Militar |
| 14/07/1970 |            | Daniel Oliver Osuna         | Militar |
| 09/11/1962 | 14/07/1970 | Antonio Pérez-Marín Castro  | Militar |
| 07/05/1942 | 09/11/1962 | Felipe Lafita Babío         | Militar |

## Historia
El INTA nació en 1942 como Instituto Nacional de Técnica Aeronáutica y posteriormente cambió su denominación a Instituto Nacional de Técnica Aeroespacial «Esteban Terradas»
En 1960 se firma el primer acuerdo de cooperación con la NASA para las Programa Mercury.
En 1986 con la primera Ley de la Ciencia el INTA se convierte en Organismo Público de Investigación (OPI).

## Datos
- Fecha del primer lanzamiento o satélite: 1966 suborbital y 1974 orbital (Intasat)

Capacidad tecnológica espacial de la agencia:
- Estaciones de seguimiento: la estación Madrid Deep Space Communications Complex, en Robledo de Chavela.
- Centros de lanzamiento: El Arenosillo, en la provincia de Huelva.
- Fabricación de satélites.

## Flota actual
El Instituto Nacional de Técnica Aeroespacial (INTA) tiene actualmente el avión desarrollado en España C295W. Fue fabricado en España y su principal enfoque en el marco de las operaciones del INTA son: Proporcionar soporte a las necesidades de las comunidades de ensayos de aeronaves en vuelo, investigación atmosférica, toma de datos de teledetección/observación de la Tierra y pruebas para el desarrollo y calificación de nueva instrumentación científica, entre otras.

### Instrumentación científica
- Sondas
- Sensores
- Detectores
- Cámaras externas al fuselaje
- Consolas embarcadas de control, monitorización, pre-proceso y registro de los datos

Módulos auxiliares necesarios para realizar las campañas de adquisición de datos:
- Fuentes de alimentación
- Soportes
- Racks
- Sistemas de comunicaciones de misión

## Flota histórica
El INTA, justo antes de sustituido por el C295W, también tuvo el C-212, básicamente era un avión con instrumentos más tradicionales... Aunque una diferencia entre estos dos, era que el C-212 era estilo STOL (Short Take-Off and Landing). Es decir, podía hacer aterrizajes y despegues en pistas cortas.
El avión C-212 n/s 301 se adaptó para llevar a cabo campañas de estudio de la atmósfera, desarrollo de instrumentación aeroportada y validación de sensores. Se instalaron dos pods debajo del ala para instalar distintos tipos de sondas: CAPS, PCASP-100X, FSSP-100er, OAP-2D2-C y OAP-2D-GB2, entre otras. Un módulo FTI (Flight Test Instrumentation) registra y monitoriza en tiempo real los parámetros de actuación de la aeronave durante las operaciones de vuelo.
También dispuso de instrumentos a bordo para medir la temperatura, la presión, la humedad relativa o la posición GPS. Además, existen una serie de registros que proporcionan la alimentación eléctrica necesaria para la instrumentación científica instalada en el exterior de la aeronave. Asimismo, se disponen de racks certificados estándar de 19 pulgadas de ancho para la instalación de equipos científicos, ordenadores y pantallas de visualización de datos.

### Capacidades técnicas
- Dimensiones: 
  - Longitud total: 15.20 m
  - Altura total: 6.31 m
  - Envergadura: 19.00 m
  - Longitud de la cabina principal: 6.55 m
  - Altura máxima de la cabina principal: 1.80 m
  - Anchura máxima de la cabina principal: 1.90 m
- MTOW (Maximum Take Off Weight): 7700 kg
- Carga de pago máxima: 2800 kg
- Velocidad máxima de operación: 370 km/h (200 kts)
- Velocidad mínima de control: 158 km/h (85 kts)
- Techo de servicio: 7620 m (25000 ft)
- Alcance con máxima carga: 408 km (220 NM)
- Alcance con máximo combustible: 1760 km (950 NM)
- Autonomía con máxima carga: 1 h
- Autonomía con máximo combustible: 4 h 10 min